# Dusan Lajovic
Dusan Lajovic, ook gespeld als Dušan Lajović (Servisch: Душан Лајовић) (Belgrado, 30 juni 1990) is een Servisch tennisspeler. Hij heeft één ATP-toernooi gewonnen in het enkelspel en twee in het dubbelspel. In 2019 stond hij ook in de finale van het ATP-toernooi van Monte Carlo, en dit in het enkelspel. Hij werd daar verslagen door Fabio Fognini in twee sets. Hij deed al mee aan grandslamtoernooien. Hij heeft zes challengers in het enkelspel op zijn naam staan.

## Palmares

### Palmares enkelspel
| Legenda                       | Legenda               |
| ----------------------------- | --------------------- |
| Grand Slam                    |                       |
| Olympische Spelen             |                       |
| tot 2009                      | vanaf 2009            |
| Tennis Masters Cup            | ATP Finals            |
| ATP Masters Series            | ATP Tour Masters 1000 |
| ATP International Series Gold | ATP Tour 500          |
| ATP International Series      | ATP Tour 250          |

| Nr.                  | Datum             | Toernooi        | Ondergrond | Tegenstander in finale | Score          | Details |
| -------------------- | ----------------- | --------------- | ---------- | ---------------------- | -------------- | ------- |
| Gewonnen finales     |                   |                 |            |                        |                |         |
| 1.                   | 21 juli 2019      | ATP Umag        | Gravel     | Attila Balázs          | 7-5, 7-5       | Details |
| 2.                   | 23 april 2023     | ATP Banja Luka  | Gravel     | Andrej Roebljov        | 6–3, 4–6, 6–4  | Details |
| Verloren finales     |                   |                 |            |                        |                |         |
| 1.                   | 21 april 2019     | ATP Monte Carlo | Gravel     | Fabio Fognini          | 3-6, 4-6       | Details |
| Gewonnen challengers |                   |                 |            |                        |                |         |
| 1.                   | 6 augustus 2012   | Samarkand       | Gravel     | Farrukh Dustov         | 6-3, 6-2       |         |
| 2.                   | 4 juni 2013       | Caltanissetta   | Gravel     | Robin Haase            | 7-6(4), 6-3    |         |
| 3.                   | 28 oktober 2013   | Seoel           | Hardcourt  | Julian Reister         | walk-over      |         |
| 4.                   | 20 september 2015 | Banja Luka      | Gravel     | Victor Hănescu         | 7-6(5), 7-6(5) |         |
| 5.                   | 15 juli 2017      | Båstad          | Gravel     | Leonardo Mayer         | 6-2, 7-6(4)    |         |
| 6.                   | 1 april 2018      | Guadeloupe      | Hardcourt  | Denis Kudla            | 6-4, 6-0       |         |

### Palmares dubbelspel
| Nr.                          | Datum             | Toernooi      | Ondergrond | Partner       | Tegenstanders in finale        | Score               | Details |
| ---------------------------- | ----------------- | ------------- | ---------- | ------------- | ------------------------------ | ------------------- | ------- |
| Gewonnen finales herendubbel |                   |               |            |               |                                |                     |         |
| 1.                           | 3 mei 2015        | ATP Istanboel | Gravel     | Radu Albot    | Robert Lindstedt Jürgen Melzer | 6-4, 7-6(2)         | Details |
| 2.                           | 29 september 2019 | ATP Chengdu   | Hardcourt  | Nikola Čačić  | Jonathan Erlich Fabrice Martin | 7-6(3), 3-6, [10-3] | Details |
| Verloren finales herendubbel |                   |               |            |               |                                |                     |         |
| 1.                           | 27 juli 2014      | ATP Umag      | Gravel     | Franko Škugor | František Čermák Lukáš Rosol   | 4-6, 6-7(5)         | Details |

### Landencompetities
| Nr.              | Datum           | Toernooi | Ondergrond | Partner(s)                                 | Tegenstanders                                                          | Score               | Ref.    |
| ---------------- | --------------- | -------- | ---------- | ------------------------------------------ | ---------------------------------------------------------------------- | ------------------- | ------- |
| Gewonnen finales |                 |          |            |                                            |                                                                        |                     |         |
| 1.               | 12 januari 2020 | ATP Cup  | Hardcourt  | Novak Djokovic Nikola Čačić Viktor Troicki | Rafael Nadal Roberto Bautista Agut Pablo Carreño Busta Feliciano López | 2-1 (3 wedstrijden) | Details |

## Resultaten grote toernooien
| Legenda | Legenda                          |
| ------- | -------------------------------- |
| g.t.    | geen toernooi gehouden           |
| l.c.    | lagere categorie                 |
| –       | niet deelgenomen                 |
| G       | uitgeschakeld in de groepsfase   |
| 1R      | uitgeschakeld in de eerste ronde |
| 2R      | uitgeschakeld in de tweede ronde |
| 3R      | uitgeschakeld in de derde ronde  |
| 4R      | uitgeschakeld in de vierde ronde |
| KF      | uitgeschakeld in de kwartfinale  |
| HF      | uitgeschakeld in de halve finale |
| F       | de finale verloren               |
| W       | het toernooi gewonnen            |
| w-v     | winst/verlies-balans             |

### Enkelspel
| grandslamtoernooien  |      |      |    |      |      |      |      |      |      |      |
| Australian Open      | 2R   | 1R   | 2R | 2R   | 1R   | 1R   | 3R   | 4R   | 2R   | 1R   |
| Roland Garros        | 4R   | 2R   | 2R | 1R   | 2R   | 3R   | 2R   | 1R   | 1R   |      |
| Wimbledon            | 2R   | 1R   | 1R | 2R   | 1R   | 1R   | g.t. | 2R   | 2R   |      |
| US Open              | 1R   | –    | 1R | 1R   | 3R   | 2R   | 1R   | 2R   | 1R   |      |
| ATP Masters 1000     |      |      |    |      |      |      |      |      |      |      |
| Indian Wells         | 1R   | 1R   | 1R | 4R   | 2R   | 2R   | g.t. | 2R   | 1R   | –    |
| Miami                | 3R   | 1R   | 2R | 1R   | 2R   | 3R   | g.t. | 3R   | 1R   | 3R   |
| Monte Carlo          | –    | –    | –  | –    | 1R   | F    | g.t. | 1R   | 2R   | 1R   |
| Madrid               | –    | –    | –  | –    | KF   | 1R   | g.t. | 1R   | 3R   | 3R   |
| Rome                 | –    | 1R   | –  | –    | –    | –    | 3R   | 1R   | 1R   |      |
| Montreal/Toronto     | –    | –    | –  | –    | –    | 1R   | g.t. | 3R   | –    |      |
| Cincinnati           | –    | –    | –  | –    | 1R   | 1R   | 1R   | 1R   | –    |      |
| Shanghai             | –    | –    | –  | 1R   | –    | 1R   | g.t. | g.t. | g.t. |      |
| Parijs               | –    | 2R   | 1R | –    | –    | 1R   | 1R   |      | –    |      |
| olympisch            |      |      |    |      |      |      |      |      |      |      |
| Olympische Spelen    | g.t. | g.t. | –  | g.t. | g.t. | g.t. | g.t. | –    | g.t. | g.t. |
| statistieken         |      |      |    |      |      |      |      |      |      |      |
| totaal aantal titels | 0    | 0    | 0  | 0    | 0    | 1    | 0    | 0    | 0    | 1    |
| eindejaarsranking    | 69   | 76   | 93 | 75   | 48   | 34   | 26   | 33   | 80   |      |

### Dubbelspel
| grandslamtoernooien  |      |      |     |      |      |      |      |      |      |      |
| Australian Open      | –    | 1R   | 1R  | 1R   | 1R   | –    | 1R   | 1R   | 1R   | 1R   |
| Roland Garros        | –    | 2R   | 1R  | –    | 1R   | KF   | 2R   | 1R   | 1R   |      |
| Wimbledon            | –    | 1R   | 1R  | –    | 2R   | 1R   | g.t. | 1R   | 1R   |      |
| US Open              | 2R   | –    | 2R  | 1R   | 2R   | –    | –    | 1R   | –    |      |
| ATP Masters 1000     |      |      |     |      |      |      |      |      |      |      |
| Indian Wells         | –    | –    | –   | –    | –    | –    | g.t. | 1R   | –    | –    |
| Miami                | –    | –    | –   | –    | –    | –    | g.t. | 1R   | –    | –    |
| Monte Carlo          | –    | –    | –   | –    | –    | –    | g.t. | 1R   | –    | –    |
| Madrid               | –    | –    | –   | –    | –    | 1R   | g.t. | –    | –    | –    |
| Rome                 | –    | –    | –   | –    | –    | –    | 2R   | –    | –    |      |
| Montreal/Toronto     | –    | –    | –   | –    | –    | –    | g.t. | KF   | –    |      |
| Cincinnati           | –    | –    | –   | –    | –    | 1R   | 2R   | 1R   | –    |      |
| Shanghai             | –    | –    | –   | –    | –    | 1R   | g.t. | g.t. | g.t. |      |
| Parijs               | –    | –    | –   | –    | –    | –    | 1R   | –    | –    |      |
| olympisch            |      |      |     |      |      |      |      |      |      |      |
| Olympische Spelen    | g.t. | g.t. | –   | g.t. | g.t. | g.t. | g.t. | –    | g.t. | g.t. |
| statistieken         |      |      |     |      |      |      |      |      |      |      |
| totaal aantal titels | 0    | 0    | 0   | 0    | 0    | 0    | 0    | 0    | 0    | 0    |
| eindejaarsranking    | 224  | 174  | 208 | 318  | 270  | 110  | 94   | 208  | 568  |      |